# Rodolf III d'Habsburg
Rudolf III d'Habsburg (txec Rudolf I. Habsburský; 1281 – 3/4 de juliol de 1307) dit el Bo, fou duc d'Àustria i Estíria (com Rodolf III) des del 1298 i rei de Bohèmia i rei titular de Polònia Polònia (com a Rodolf I) des de 1306, fins a la seva mort. Era el fill gran del rei Albert I i d'Elisabet de Gorízia-Tirol.
A l'elecció del seu pare com a rei dels Romans, Rodolf fou designat com a co-governant de les terres hereditàries dels Habsburg a Àustria i Estíria. El 25 de maig de 1300, Albert I va concertar el seu matrimoni amb Blanca, filla del rei Felip III de França amb la seva segona esposa Maria de Brabant. L'intent d'unió amb la casa del Capets, no va reeixir, ja que els fills del matrimoni (un fill i una filla) van morir joves i després va morir Blanca el 1305.
Una altra oportunitat pels Habsburg d'augmentar el poder fou el 1306 quan el darrer rei de Bohèmia de la dinastia Premíslida, Venceslau III de Bohèmia va ser assassinat i Albert I com a rex Romanorum va poder quedar-se amb Bohèmia per revertir-la com a feu al Sacre Imperi. Rodolf fou presentat llavors com a candidat al tron vacant, si bé oposat pel seu oncle Enric de Gorízia-Tirol, duc de Caríntia i marit de la germana de Wenceslau, Anna de Bohèmia (1290–1313). Per una major legitimitat dels drets dels Habsburg al tron de Bohèmia i nominalment al de Polònia, Albert va casar a Rodolf amb Elisabet Riquessa de Polònia, de la dinastia Piast vídua del difunt rei Venceslau II de Bohèmia. El 1306 Albert va ocupar Praga i va expulsar a Enric el Carinti per posar al seu fill al tron de Bohèmia.
Anomenat com král kaše ("Rei Farinetes"), Rodolf fou rebutjat per bona part de la noblesa bohèmia que seguia preferint a Enric. El rei Rodolf va assetjar la fortalesa rebel de Horažďovice a Bohèmia, però va caure malalt de disenteria i va morir allí el 1307, sense deixar fills. Aquest primer intent dels Habsburg de posseir la corona de Sant Venceslau va fracassar i la noblesa va restaurar a Enric a canvi d'una carta de privilegis, però va haver de renunciar al cap de tres anys a favor del comte Joan de Luxemburg. La mort de Rodolf va intensificar les disputes internes dels Habsburg, culminant en l'assassinat del rei Albert I pel seu nebot Joan el Parricida el 1308.
Rodolf està enterrat a la catedral de Sant Vitus a Praga.